# Allan (Saskatchewan)
Allan – miasto leżące w zachodnio-centralnej części prowincji Saskatchewan w Kanadzie.
- Powierzchnia: 1.78 km²
- Ludność: 631 (2006)